# Hamburg Masters 2007
Hamburg Masters 2007 — тенісний турнір, що проходив на ґрунтових кортах у місті Гамбург, Німеччина з 14 травня. Належав до категорії Masters Series, був турніром серії Hamburg European Open 2007 року.

## Фінальна частина

### Одиночний розряд
Роджер Федерер —  Рафаель Надаль 2–6, 6–2, 6–0

### Парний розряд
Боб Браян /  Майк Браян —  Пол Генлі /  Кевін Ульєтт 6–3, 6–4